# Cupa Laver
Cupa Laver este un turneu internațional de tenis masculin între Europa și „Restul Lumii”. Desfășurat anual din 2017, turneul are loc, de obicei, la două săptămâni după US Open, în diferite orașe gazdă, alternând anual între orașele europene și orașele din restul lumii. În plus față de taxele de participare garantate care se bazează pe clasamentul ATP al jucătorilor, fiecare membru al echipei câștigătoare primește 250.000 $ în bani premii, dar turneul în sine nu contează pentru totalul punctelor jucătorilor în Circuitul ATP pentru acel an. În mai 2019, competiția a devenit parte a calendarului profesional ATP Tour. Proiectul americano-australiano-elvețian a fost fondat de jucătorul de tenis elvețian Roger Federer, a cărui companie TEAM8 este principalul proprietar al competiției. În septembrie 2022, elvețianul și-a încheiat cariera la Arena O2 din Londra când a pierdut în fața lui Sock și Tiafoe la dublu, în meciul din prima zi, în parteneriat cu Nadal, după un punct de meci nefructificat.
Turneul este numit după legenda tenisului australian Rod Laver, un jucător de tenis considerat pe scară largă ca unul dintre cei mai mari din istoria acestui sport, singurul jucător de tenis din istorie care a câștigat un Grand Slam calendaristic de două ori, în 1962 și 1969.
Pentru sezoanele 2017-2024, căpitanii au fost legende ale tenisului, suedezul Björn Borg pentru Europa și americanul John McEnroe pentru Restul Lumii. Din 2025, căpitani vor fi Yannick Noah și Andre Agassi.
După șapte ediții jucate în perioada 2017-2019 și 2021-2024, Europa conduce Restul Lumii cu 5–2.

## Format

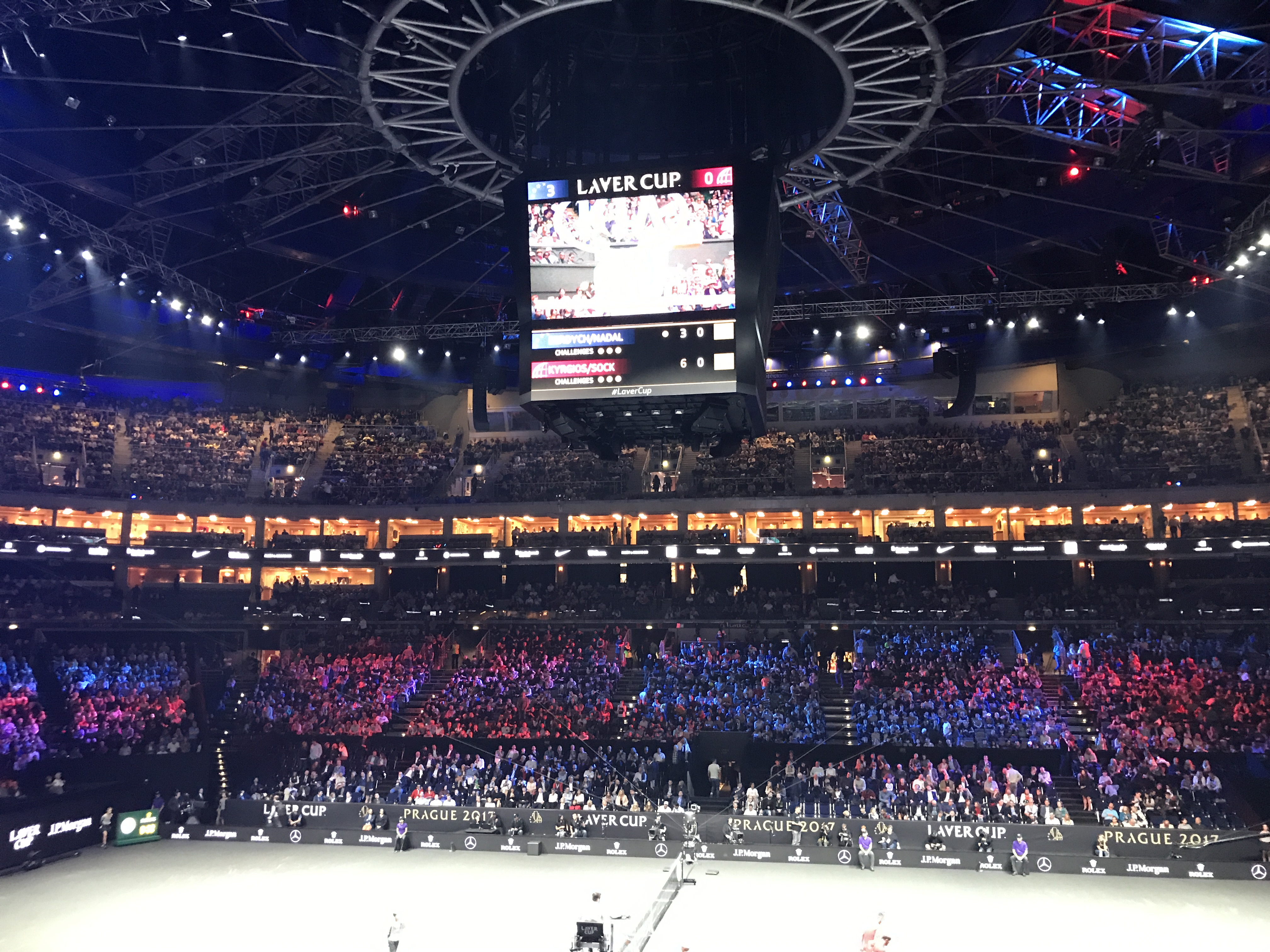
Arena O2 din Praga, în timpul primei ediții a Cupei Laver.

Competiția se desfășoară anual. Ea pune față în față șase jucători europeni de top cu șase jucători din restul lumii. Fiecare echipă este condusă de un căpitan de echipă, care este o fostă legendă a tenisului, și care nu joacă. Trei dintre cei șase jucători se califică pe baza clasamentului lor la simplu ATP, așa cum apar clasificați în lunea de după French Open din iunie. Trei sunt „alegerile căpitanului”, anunțate la începutul US Open, în august.
Fiecare dintre cele trei zile de joc include trei meciuri de simplu și un meci de dublu. În total, pe un singur teren se vor juca 12 meciuri. Meciurile din prima zi valorează 1 punct, cele din a doua zi 2 puncte și cele din a treia zi 3 puncte. Meciurile se desfășoară în 2 seturi cu, eventual, un tie-break lung de 10 puncte în caz de egalitate. Prima echipă care a obținut 13 puncte, din cele 24 posibile, câștigă turneul. În caz de egalitate la 12-12 după cele 12 meciuri, se joacă un meci de dublu decisiv într-un set pentru a decide între echipe.
Fiecare jucător joacă cel puțin unul și maximum două meciuri de simplu. Pentru meciurile de dublu, cel puțin 4 jucători din 6 pentru fiecare echipă trebuie să joace și o pereche poate fi selectată o singură dată (cu excepția cazului 12-12).
Căpitanii determină repartizarea jucătorilor pentru meciurile individuale, întotdeauna înainte de meciul de deschidere al fiecărei zile de joc. Fiecare membru al echipei câștigătoare va primi o recompensă de 250 de mii de dolari. Jucătorii echipei învinse primesc o recompensă convenită prin contract în funcție de poziția lor în clasament. Nu se acordă puncte în clasamentul ATP.

## Recorduri și statistici
| 2017 | Echipa Europei                      | 15–9                                | Echipa Restul Lumii                 | Praga, Republica Cehă               | O2 Arena                            |                                     |                                     |
| 2018 | Echipa Europei                      | 13–8                                | Echipa Restul Lumii                 | Chicago, Statele Unite              | United Center                       |                                     |                                     |
| 2019 | Echipa Europei                      | 13–11                               | Echipa Restul Lumii                 | Geneva, Elveția                     | Palexpo                             |                                     |                                     |
| 2020 | anulat din cauza pandemiei COVID-19 | anulat din cauza pandemiei COVID-19 | anulat din cauza pandemiei COVID-19 | anulat din cauza pandemiei COVID-19 | anulat din cauza pandemiei COVID-19 | anulat din cauza pandemiei COVID-19 | anulat din cauza pandemiei COVID-19 |
| 2021 | Echipa Europei                      | 14–1                                | Echipa Restul Lumii                 | Boston, Statele Unite               | TD Garden                           |                                     |                                     |
| 2022 | Echipa Restul Lumii                 | 13–8                                | Echipa Europei                      | Londra, Regatul Unit                | The O2 Arena                        |                                     |                                     |
| 2023 | Echipa Restul Lumii                 | 13–2                                | Echipa Europei                      | Vancouver, Canada                   | Rogers Arena                        |                                     |                                     |
| 2024 | Echipa Europei                      | 13–11                               | Echipa Restul Lumii                 | Berlin, Germania                    | Mercedes-Benz Arena                 |                                     |                                     |
| 2025 |                                     |                                     |                                     | San Francisco, Statele Unite        | Chase Center                        |                                     |                                     |

### Statistici echipe
| Echipă              | Meciuri (puncte) câștigate | Meciuri (puncte) câștigate | Meciuri (puncte) câștigate | Meciuri (puncte) câștigate | Meciuri (puncte) câștigate | Meciuri (puncte) câștigate | Meciuri (puncte) câștigate | Meciuri (puncte) câștigate | Meciuri (puncte) câștigate | Meciuri (puncte) câștigate | Meciuri (puncte) câștigate | Meciuri (puncte) câștigate | Cupe Laver câștigate |
| Echipă              | Zi 1 (1 puncte)            | Zi 1 (1 puncte)            | Zi 1 (1 puncte)            | Zi 2 (2 puncte)            | Zi 2 (2 puncte)            | Zi 2 (2 puncte)            | Zi 3 (3 puncte)            | Zi 3 (3 puncte)            | Zi 3 (3 puncte)            | Total                      | Total                      | Total                      | Cupe Laver câștigate |
| Echipă              | Sgl                        | Dbl                        | Total                      | Sgl                        | Dbl                        | Total                      | Sgl                        | Dbl                        | Total                      | Sgl                        | Dbl                        | Total                      | Cupe Laver câștigate |
| ------------------- | -------------------------- | -------------------------- | -------------------------- | -------------------------- | -------------------------- | -------------------------- | -------------------------- | -------------------------- | -------------------------- | -------------------------- | -------------------------- | -------------------------- | -------------------- |
| Echipa Europa       | 15 (15)                    | 1 (1)                      | 16 (16)                    | 13 (26)                    | 3 (6)                      | 16 (32)                    | 8 (24)                     | 2 (6)                      | 10 (30)                    | 36 (65)                    | 6 (13)                     | 42 (78)                    | 5                    |
| Echipa Restul Lumii | 6 (6)                      | 6 (6)                      | 12 (12)                    | 8 (16)                     | 4 (8)                      | 12 (24)                    | 5 (15)                     | 5 (15)                     | 10 (30)                    | 19 (37)                    | 15 (29)                    | 34 (66)                    | 2                    |

### Statistici căpitani
| Căpitan      | Echipă       | Nat                        | Primul an | Ultimul an | Cupe Laver  | Cupe Laver |
| Căpitan      | Echipă       | Nat                        | Primul an | Ultimul an | Participări | Câștigate  |
| ------------ | ------------ | -------------------------- | --------- | ---------- | ----------- | ---------- |
| Björn Borg   | Europa       | Suedia                     | 2017      | 2024       | 7           | 5          |
| John McEnroe | Restul Lumii | Statele Unite ale Americii | 2017      | 2024       | 7           | 2          |
| Andre Agassi | Restul Lumii | Statele Unite ale Americii | 2025      | –          | –           | –          |
| Yannick Noah | Europa       | Franța                     | 2025      | –          | –           | –          |

### Jucători

#### Recorduri
| Record                                               | Record | Deținătorul recordului           |
| ---------------------------------------------------- | ------ | -------------------------------- |
| Cele mai multe participări                           | 5      | Frances Tiafoe, Alexander Zverev |
| Cele mai multe Cupe Laver câștigate                  | 5      | Alexander Zverev                 |
| Cele mai multe meciuri jucate în total               | 16     | Jack Sock                        |
| Cele mai multe meciuri câștigate la simplu           | 7      | Alexander Zverev                 |
| Cele mai multe meciuri câștigate la dublu            | 9      | Jack Sock                        |
| Cele mai multe meciuri câștigate în total            | 10     | Jack Sock                        |
| Cel mai bun procent de victorie (minimum 6 meciuri)  | 75%    | Ben Shelton                      |
| Cele mai multe puncte câștigate la simplu            | 17     | Alexander Zverev                 |
| Cele mai multe puncte câștigate la dublu             | 19     | Jack Sock                        |
| Cele mai multe puncte câștigate în total             | 21     | Alexander Zverev                 |
| Cea mai bună performanță într-un turneu (puncte C–P) | 8      | Carlos Alcaraz (2024)            |

#### Statistici
Jucătorii sunt ordonați în funcție de punctele câștigate/pierdute. Jucătorii care nu mai sunt activi sunt afișați în italic.
| Jucător               | Echipă | Nat                        | Primul an | Ultimul an | Cupe Laver | Cupe Laver | MP | Meciuri câștigate–pierdute | Meciuri câștigate–pierdute | Meciuri câștigate–pierdute | Meciuri câștigate–pierdute | Puncte câștigate–pierdute | Puncte câștigate–pierdute | Puncte câștigate–pierdute |
| Jucător               | Echipă | Nat                        | Primul an | Ultimul an | App        | Victorii   | MP | Sgl                        | Dbl                        | Total                      | W%                         | Sgl                       | Dbl                       | Total                     |
| --------------------- | ------ | -------------------------- | --------- | ---------- | ---------- | ---------- | -- | -------------------------- | -------------------------- | -------------------------- | -------------------------- | ------------------------- | ------------------------- | ------------------------- |
| Alexander Zverev      | Europa | Germania                   | 2017      | 2024       | 5          | 5          | 14 | 7–2                        | 2–3                        | 9–5                        | 64%                        | 17–4                      | 4–5                       | 21–9                      |
| Jack Sock             | Lume   | Statele Unite ale Americii | 2017      | 2022       | 4          | 1          | 16 | 1–3                        | 9–3                        | 10–6                       | 63%                        | 1–4                       | 19–5                      | 20–9                      |
| Roger Federer         | Europa | Elveția                    | 2017      | 2022       | 4          | 3          | 12 | 6–0                        | 2–4                        | 8–4                        | 67%                        | 15–0                      | 3–8                       | 18–8                      |
| John Isner            | Lume   | Statele Unite ale Americii | 2017      | 2021       | 4          | 0          | 12 | 2–5                        | 4–1                        | 6–6                        | 50%                        | 5–11                      | 10–2                      | 15–13                     |
| Frances Tiafoe        | Lume   | Statele Unite ale Americii | 2017      | 2024       | 5          | 2          | 11 | 3–4                        | 3–1                        | 6–5                        | 55%                        | 7–7                       | 5–3                       | 12–10                     |
| Ben Shelton           | Lume   | Statele Unite ale Americii | 2023      | 2024       | 2          | 1          | 8  | 2–1                        | 4–1                        | 6–2                        | 75%                        | 4–2                       | 8–3                       | 12–5                      |
| Taylor Fritz          | Lume   | Statele Unite ale Americii | 2019      | 2024       | 4          | 2          | 7  | 4–2                        | 1–0                        | 5–2                        | 71%                        | 9–4                       | 1–0                       | 10–4                      |
| Félix Auger-Aliassime | Lume   | Canada                     | 2021      | 2023       | 3          | 2          | 6  | 2–2                        | 2–0                        | 4–2                        | 67%                        | 4–3                       | 5–0                       | 9–3                       |
| Carlos Alcaraz        | Europa | Spania                     | 2024      | 2024       | 1          | 1          | 4  | 2–0                        | 1–1                        | 3–1                        | 75%                        | 5–0                       | 3–1                       | 8–1                       |
| Nick Kyrgios          | Lume   | Australia                  | 2017      | 2021       | 4          | 0          | 9  | 1–4                        | 3–1                        | 4–5                        | 44%                        | 2–9                       | 5–2                       | 7–11                      |
| Stefanos Tsitsipas    | Europa | Grecia                     | 2019      | 2024       | 4          | 3          | 9  | 4–1                        | 1–3                        | 5–4                        | 56%                        | 5–5                       | 2–5                       | 7–10                      |
| Casper Ruud           | Europa | Norvegia                   | 2021      | 2024       | 4          | 2          | 6  | 3–1                        | 1–1                        | 4–2                        | 67%                        | 4–1                       | 3–2                       | 7–3                       |
| Rafael Nadal          | Europa | Spania                     | 2017      | 2022       | 3          | 2          | 7  | 2–1                        | 1–3                        | 3–4                        | 43%                        | 4–3                       | 2–4                       | 6–7                       |
| Andrey Rublev         | Europa | Rusia                      | 2021      | 2023       | 2          | 1          | 6  | 1–1                        | 2–2                        | 3–3                        | 50%                        | 1–2                       | 5–4                       | 6–6                       |
| Matteo Berrettini     | Europa | Italia                     | 2021      | 2022       | 2          | 1          | 5  | 2–0                        | 1–2                        | 3–2                        | 60%                        | 3–0                       | 2–4                       | 5–4                       |
| Novak Djokovic        | Europa | Serbia                     | 2018      | 2022       | 2          | 1          | 5  | 1–2                        | 1–1                        | 2–3                        | 40%                        | 2–5                       | 2–1                       | 4–6                       |
| Kevin Anderson        | Lume   | Africa de Sud              | 2018      | 2018       | 1          | 0          | 3  | 1–1                        | 1–0                        | 2–1                        | 67%                        | 2–3                       | 1–0                       | 3–3                       |
| Daniil Medvedev       | Europa | Rusia                      | 2021      | 2024       | 2          | 2          | 3  | 1–2                        | 0–0                        | 1–2                        | 33%                        | 2–5                       | 0–0                       | 2–5                       |
| Dominic Thiem         | Europa | Austria                    | 2017      | 2019       | 2          | 2          | 3  | 2–1                        | 0–0                        | 2–1                        | 67%                        | 2–3                       | 0–0                       | 2–3                       |
| Grigor Dimitrov       | Europa | Bulgaria                   | 2018      | 2024       | 2          | 2          | 3  | 2–0                        | 0–1                        | 2–1                        | 67%                        | 2–0                       | 0–2                       | 2–2                       |
| Alejandro Tabilo      | Lume   | Chile                      | 2024      | 2024       | 1          | 0          | 2  | 0–1                        | 1–0                        | 1–1                        | 50%                        | 0–1                       | 2–0                       | 2–1                       |
| Francisco Cerúndolo   | Lume   | Argentina                  | 2023      | 2024       | 2          | 1          | 2  | 2–0                        | 0–0                        | 2–0                        | 100%                       | 2–0                       | 0–0                       | 2–0                       |
| Denis Șapovalov       | Lume   | Canada                     | 2017      | 2021       | 3          | 0          | 6  | 0–3                        | 1–2                        | 1–5                        | 17%                        | 0–4                       | 1–4                       | 1–8                       |
| Marin Čilić           | Europa | Croația                    | 2017      | 2017       | 1          | 1          | 2  | 1–0                        | 0–1                        | 1–1                        | 50%                        | 1–0                       | 0–3                       | 1–3                       |
| Alex de Minaur        | Lume   | Australia                  | 2022      | 2022       | 1          | 1          | 2  | 1–0                        | 0–1                        | 1–1                        | 50%                        | 1–0                       | 0–2                       | 1–2                       |
| David Goffin          | Europa | Belgia                     | 2018      | 2018       | 1          | 1          | 2  | 1–0                        | 0–1                        | 1–1                        | 50%                        | 1–0                       | 0–2                       | 1–2                       |
| Tommy Paul            | Lume   | Statele Unite ale Americii | 2023      | 2023       | 1          | 1          | 2  | 0–1                        | 1–0                        | 1–1                        | 50%                        | 0–2                       | 1–0                       | 1–2                       |
| Kyle Edmund           | Europa | Great Britain              | 2018      | 2018       | 1          | 1          | 1  | 1–0                        | 0–0                        | 1–0                        | 100%                       | 1–0                       | 0–0                       | 1–0                       |
| Hubert Hurkacz        | Europa | Polonia                    | 2023      | 2023       | 1          | 0          | 3  | 0–1                        | 0–2                        | 0–3                        | 0%                         | 0–2                       | 0–5                       | 0–7                       |
| Sam Querrey           | Lume   | Statele Unite ale Americii | 2017      | 2017       | 1          | 0          | 3  | 0–2                        | 0–1                        | 0–3                        | 0%                         | 0–5                       | 0–2                       | 0–7                       |
| Tomáš Berdych         | Europa | Cehia                      | 2017      | 2017       | 1          | 1          | 3  | 0–1                        | 0–2                        | 0–3                        | 0%                         | 0–2                       | 0–4                       | 0–6                       |
| Milos Raonic          | Lume   | Canada                     | 2019      | 2019       | 1          | 0          | 2  | 0–2                        | 0–0                        | 0–2                        | 0%                         | 0–5                       | 0–0                       | 0–5                       |
| Andy Murray           | Europa | Great Britain              | 2022      | 2022       | 1          | 0          | 2  | 0–1                        | 0–1                        | 0–2                        | 0%                         | 0–1                       | 0–3                       | 0–4                       |
| Reilly Opelka         | Lume   | Statele Unite ale Americii | 2021      | 2021       | 1          | 0          | 2  | 0–1                        | 0–1                        | 0–2                        | 0%                         | 0–1                       | 0–3                       | 0–4                       |
| Gaël Monfils          | Europa | Franța                     | 2023      | 2023       | 1          | 0          | 2  | 0–1                        | 0–1                        | 0–2                        | 0%                         | 0–1                       | 0–2                       | 0–3                       |
| Diego Schwartzman     | Lume   | Argentina                  | 2018      | 2022       | 3          | 1          | 3  | 0–3                        | 0–0                        | 0–3                        | 0%                         | 0–3                       | 0–0                       | 0–3                       |
| Arthur Fils           | Europa | Franța                     | 2023      | 2023       | 1          | 0          | 2  | 0–1                        | 0–1                        | 0–2                        | 0%                         | 0–1                       | 0–1                       | 0–2                       |
| Cameron Norrie        | Europa | Great Britain              | 2022      | 2022       | 1          | 0          | 1  | 0–1                        | 0–0                        | 0–1                        | 0%                         | 0–2                       | 0–0                       | 0–2                       |
| Alejandro Davidovich  | Europa | Spania                     | 2023      | 2023       | 1          | 0          | 1  | 0–1                        | 0–0                        | 0–1                        | 0%                         | 0–1                       | 0–0                       | 0–1                       |
| Fabio Fognini         | Europa | Italia                     | 2019      | 2019       | 1          | 1          | 1  | 0–1                        | 0–0                        | 0–1                        | 0%                         | 0–1                       | 0–0                       | 0–1                       |
| Thanasi Kokkinakis    | Lume   | Australia                  | 2024      | 2024       | 1          | 0          | 1  | 0–1                        | 0–0                        | 0–1                        | 0%                         | 0–1                       | 0–0                       | 0–1                       |
| Jucător               | Echipă | Nat                        | Primul    | Ultimul    | App        | Victorii   | MP | Sgl                        | Dbl                        | Total                      | W%                         | Sgl                       | Dbl                       | Total                     |

#### Țări participante
| Țară           | Echipă | Număr de jucători | Număr de jucători | Număr de jucători | Număr de jucători | Număr de jucători | Număr de jucători | Număr de jucători | Număr de jucători | Număr de jucători |
| Țară           | Echipă | 2017              | 2018              | 2019              | 2021              | 2022              | 2023              | 2024              | Total             | Diff.             |
| -------------- | ------ | ----------------- | ----------------- | ----------------- | ----------------- | ----------------- | ----------------- | ----------------- | ----------------- | ----------------- |
| Argentina      | Lume   | –                 | 1                 | –                 | 1                 | 1                 | 1                 | 1                 | 5                 | 2                 |
| Australia      | Lume   | 1                 | 1                 | 1                 | 1                 | 1                 | –                 | 1                 | 6                 | 3                 |
| Austria        | Europa | 1                 | –                 | 1                 | –                 | –                 | –                 | –                 | 2                 | 1                 |
| Belgia         | Europa | –                 | 1                 | –                 | –                 | –                 | –                 | –                 | 1                 | 1                 |
| Bulgaria       | Europa | –                 | 1                 | –                 | –                 | –                 | –                 | 1                 | 2                 | 1                 |
| Canada         | Lume   | 1                 | –                 | 2                 | 2                 | 1                 | 1                 | –                 | 7                 | 3                 |
| Chile          | Lume   | –                 | –                 | –                 | –                 | –                 | –                 | 1                 | 1                 | 1                 |
| Croația        | Europa | 1                 | –                 | –                 | –                 | –                 | –                 | –                 | 1                 | 1                 |
| Republica Cehă | Europa | 1                 | –                 | –                 | –                 | –                 | –                 | –                 | 1                 | 1                 |
| Franța         | Europa | –                 | –                 | –                 | –                 | –                 | 2                 | –                 | 2                 | 2                 |
| Germania       | Europa | 1                 | 1                 | 1                 | 1                 | –                 | –                 | 1                 | 5                 | 1                 |
| Marea Britanie | Europa | –                 | 1                 | –                 | –                 | 2                 | –                 | –                 | 3                 | 3                 |
| Grecia         | Europa | –                 | –                 | 1                 | 1                 | 1                 | –                 | 1                 | 4                 | 1                 |
| Italia         | Europa | –                 | –                 | 1                 | 1                 | 1                 | –                 | –                 | 3                 | 2                 |
| Norvegia       | Europa | –                 | –                 | –                 | 1                 | 1                 | 1                 | 1                 | 4                 | 1                 |
| Polonia        | Europa | –                 | –                 | –                 | –                 | –                 | 1                 | –                 | 1                 | 1                 |
| Rusia          | Europa | –                 | –                 | –                 | 2                 | –                 | 1                 | 1                 | 4                 | 2                 |
| Serbia         | Europa | –                 | 1                 | –                 | –                 | 1                 | –                 | –                 | 2                 | 1                 |
| Africa de Sud  | Lume   | –                 | 1                 | –                 | –                 | –                 | –                 | –                 | 1                 | 1                 |
| Spania         | Europa | 1                 | –                 | 1                 | –                 | 1                 | 1                 | 1                 | 5                 | 3                 |
| Elveția        | Europa | 1                 | 1                 | 1                 | –                 | 1                 | –                 | –                 | 4                 | 1                 |
| Statele Unite  | Lume   | 4                 | 3                 | 3                 | 2                 | 3                 | 4                 | 3                 | 22                | 8                 |
| Total          | Total  | 12                | 12                | 12                | 12                | 14                | 12                | 12                | 86                | 41                |